# Sünder ohne Zügel
Sünder ohne Zügel (рус. Грешник без узды) — третий студийный альбом немецкой фолк-метал группы In Extremo. Первый альбом, который не целиком записан под крылом Vielklang. Первый альбом с новым гитаристом Себастианом Ланге.
К альбому было снято два клипа — «Vollmond» и «Wind».

## История создания
Сложные отношения с продюсером Эккехардом Штраусом и компанией Vielklang привели к тому, что группа больше не хотела с ними работать, выбрав для себя Principal Studio в Мюнстере и тамошних владельцев — Винсента Зорга и Йорга Умбрейта. Однако студия Vielklang не хотела просто так отпускать золотую жилу, которой являлись In Extremo. В результате долгого и горячего спора пришли к выводу, что продюсировать альбом будет все тот же Штраус, а сведение и мастеринг будут осуществлены уже на студии Principal.
На диске музыканты ещё больше стали отходить от средневековых традиций, используя современные инструменты сильнее. Также в этот раз группу постиг творческий кризис — в голову не шло никаких достойных идей. Не дал плодов даже длительный перерыв в студийной работе. Однако, несмотря на трудности, ребятам удалось создать довольно качественную пластинку. Было использовано больше собственных текстов, чем в прошлый раз. Над музыкой и текстами, как всегда, работали коллективно, каждый предлагал что-то своё. «Der Rattenfänger» — единственная песня за всю историю группы, которую музыканты не любят. «Die Gier» была создана за час. Песни с названием «Sünder ohne Zügel» на альбоме нет, однако эти слова можно услышать в композиции «Lebensbeichte».
Тур пришлось немного задержать по той причине, что басист Кай Люттер попал в больницу с диагнозом рак кишечника. Часть тура откатали с Тодди из группы Boon, который играл до возвращения Кая.
Тур проходил по Германии, Австрии, Франции, Словении и Хорватии. В 2002 году In Extremo впервые сыграли в «гражданской» одежде, а не в привычной средневековой.
Все песни с альбома игрались на концертах, кроме песни «Óskasteinar», об исполнении которой нет каких-либо сведений. Песни «Vollmond» и «Omnia Sol Temperat» стали настоящими хитами и до сих пор играются на всех концертах. Песню «Der Rattenfänger» музыканты играли всего несколько раз, несмотря на просьбы фанатов.

## Композиции
| №   | Название                       | Длительность |
| --- | ------------------------------ | ------------ |
| 1.  | «Wind»                         | 4:25         |
| 2.  | «Krummavisur»                  | 3:48         |
| 3.  | «Lebensbeichte»                | 4:40         |
| 4.  | «Merseburger Zaubersprüche II» | 4:20         |
| 5.  | «Stetit Puella»                | 4:05         |
| 6.  | «Vollmond»                     | 3:46         |
| 7.  | «Die Gier»                     | 4:03         |
| 8.  | «Omnia Sol Temperat»           | 4:15         |
| 9.  | «Le'Or Chiyuchech»             | 3:11         |
| 10. | «Der Rattenfänger»             | 4:16         |
| 11. | «Óskasteinar»                  | 3:25         |
| 12. | «Nature Nous Semont»           | 4:32         |
| 13. | «Unter dem Meer»               | 5:12         |

- «Krummavisur» — народная исландская песнь про ворона. Оригиналу более 1000 лет, однако текст версии In Extremo принадлежит скандинавскому прозаику Йону Тородсену.
- «Merseburger Zaubersprüche II» — заклинание на древневерхненемецком языке, датируемое X веком. Самый ранний известный пример германской языческой веры. Второе заклинание у группы. Авторство песни полностью принадлежит Dr. Pymonte (кроме текста)[4].
- «Stetit Puella» — за основу взята поэма из сборника Carmina Burana.
- «Vollmond» — автор Франсуа Вийон.
- «Omnia Sol Temperat» — известное произведение из Carmina Burana.
- «Le’Or Chiyuchech» — древнееврейская лирика.
- «Óskasteinar» — древнеисландская песня.

## Отзывы критиков
- Альбом был встречен очень тепло. Его рецензировали журналы Metal Hammer, Cabinet Nightflight, EMP, Rock Hard, Zillo.
- В Media Control Charts альбом занял 10 место.
- Читатели журнала Metal Hammer выбрали песню «Vollmond» второй песней года — сразу после «Chop Suey!» от System of a Down.
- Благодаря альбому группа была номинирована на премию Echo.

## Состав записи
- Михаэль Райн — вокал, цистра
- Dr. Pymonte — волынка, шалмей, арфа
- Yellow Pfeiffer — волынка, шалмей
- Flex der Biegsame — волынка, шалмей
- Van Lange — гитара
- Die Lutter — бас-гитара
- Der Morgenstern — ударные